# Føljeton
|  | For netmediet med samme navn, se Føljeton (medie). |
En føljeton (fransk: feuilleton, "lille blad") er fiktion, der er delt op i flere afsnit. Den kan være en roman i et blad, hvor kapitlerne fortsætter i flere numre. Eller en tegneserie fortsat i flere hæfter eller aviser. Eller en TV-film i flere afsnit.
Mange tegneserier i album har været trykt som føljetoner, og mange romaner har været føljetoner, før de kom i bogform. Det gælder fx romaner af Dumas og Charles Dickens og også Henrik Pontoppidans Lykke-Per.
Afsnittene slutter typisk, når spændingen er størst, for at få læserne/seerne til at se næste afsnit: en cliffhanger

## Eksempler på TV-føljetoner
- Riget
- Livsens Ondskab
- Matador